# Rebecca Taylor
Rebecca Elisabeth Taylor (Todmorden, 10 agosto 1975) è una politica britannica dei Liberal-Democratici, europarlamentare della VII legislatura dal 2012 al 2014.

## Biografia
Taylor è nato a Todmorden, una città mercato nella Upper Calder Valley a Calderdale, nel West Yorkshire. Suo padre, Michael Taylor, era il leader del gruppo liberaldemocratico al Calderdale Metropolitan Borough Council e sua madre, Elisabeth Wilson, era la candidata Lib Dem per Halifax nelle elezioni generali del 2010, classificandosi terza con 8 335 voti (19,1%). Ha studiato all'Università del Kent e Leeds. Professionista è associata all'industria sanitaria da oltre dieci anni.
Alle elezioni europee del 2009, si è candidata senza successo al Parlamento europeo occupando la terza posizione nella lista regionale. Ha assunto l'incarico di europarlamentare l'8 marzo 2012 in seguito alle dimissioni di Diana Wallis. È entrata a far parte del Gruppo dell'Alleanza dei Democratici e dei Liberali per l'Europa.